# Amphinemura bomdilai
Amphinemura bomdilai är en bäcksländeart som beskrevs av Aubert 1967. Amphinemura bomdilai ingår i släktet Amphinemura och familjen kryssbäcksländor. Inga underarter finns listade i Catalogue of Life.